# Palazzo Pubblico (Siena)
Il Palazzo Pubblico di Siena (detto anche Palazzo Comunale) è un edificio  che fu progettato dal 1282, ma fatto costruire approssimativamente tra il 1297 e il 1310 dal Governo dei Nove della Repubblica di Siena, come propria sede. Tale funzione si riflette anche oggi, come sede dell'amministrazione comunale, oltre che del Museo Civico. Sorge sulla piazza del Campo ed è affiancato dalla snella Torre del Mangia. All'interno conserva capolavori del periodo d'oro dell'arte senese, tra cui il celeberrimo affresco dell'Allegoria ed effetti del Buono e del Cattivo Governo di Ambrogio Lorenzetti, tra le rappresentazioni profane più significative del Trecento europeo, ed altre celebri opere di Simone Martini, Duccio di Buoninsegna, Sodoma e Beccafumi.

## Storia

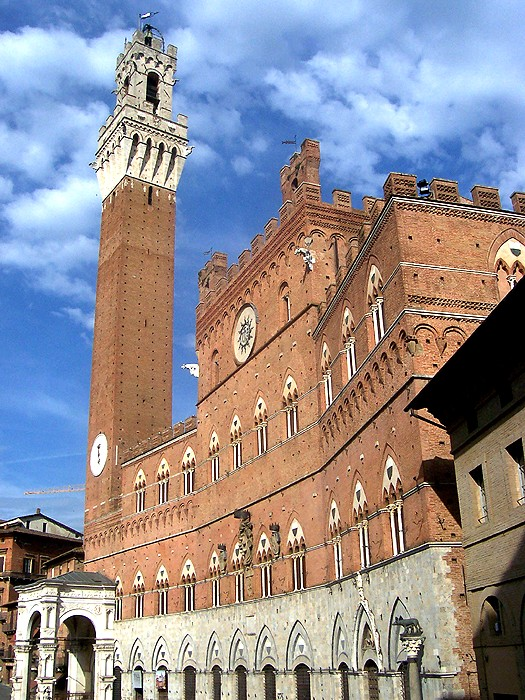
La facciata su Piazza del Campo con la Torre del Mangia.

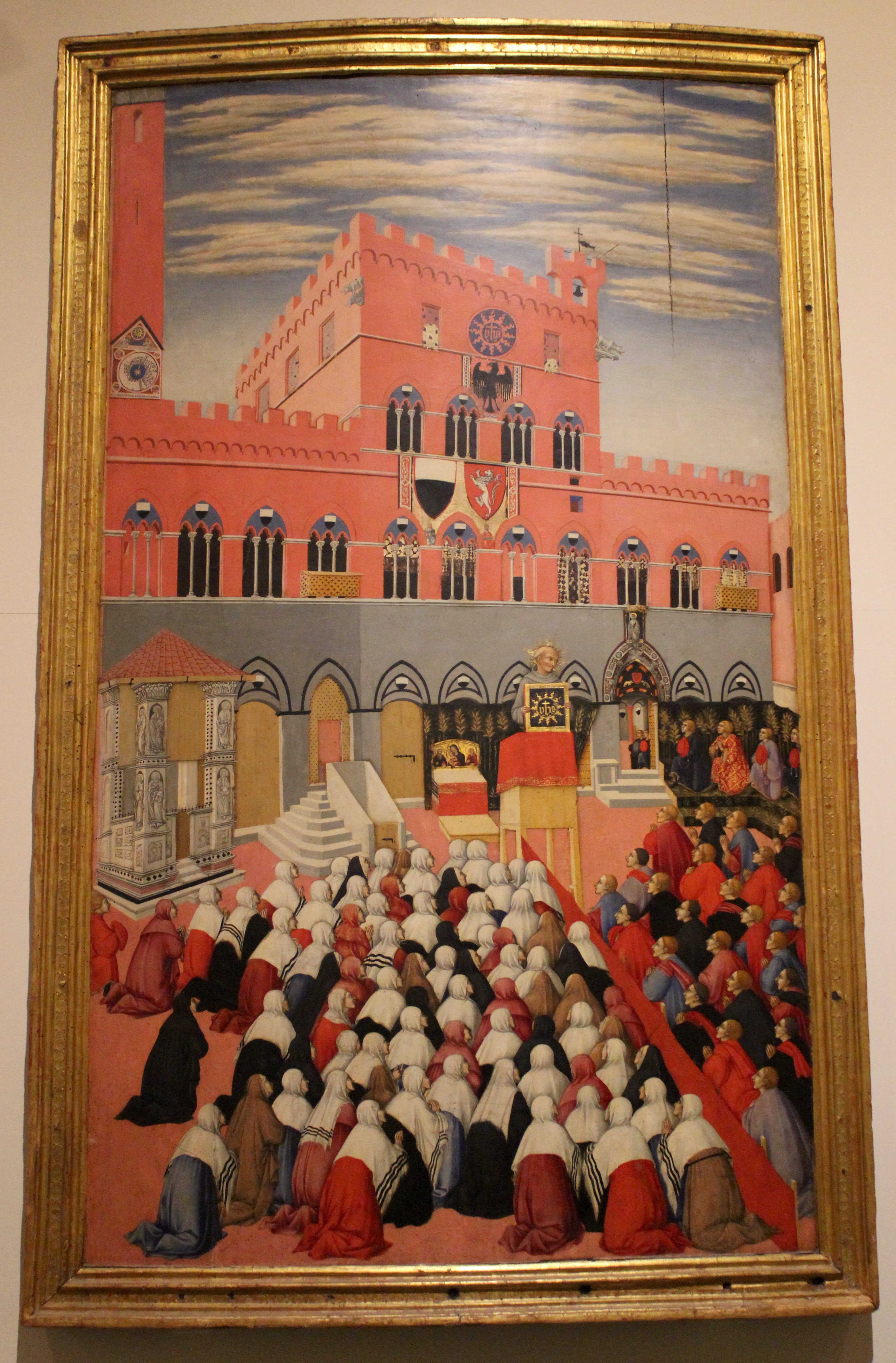
Sano di Pietro, Predicazione di San Bernardino in Piazza del Campo, metà del XV secolo

La storia del palazzo è fortemente legata a quella della sistemazione della prospiciente Piazza del Campo. Fino al 1280, il maggiore organo della città, il cosiddetto Consiglio della Campana, composto dai nobili e così chiamato perché si radunavano al suono della campana maggiore posta allora su una torre della famiglia dei Mignanelli (nell'attuale Banchi di Sopra, al numero civico 15). Per altre adunanze si usavano altre chiese o palazzi nobiliari. 
Dal 1280, con il Governo dei Quindici, si comincia a pensare ad una sede più neutra per il governo della città. Nel 1284 si ha notizia di un primo nucleo di quello che sarà il Palazzo Comunale, come farebbe supporre l'insediamento del podestà Ghinolfo Guidi da Romena, ma esso comprendeva essenzialmente gli edifici della Dogana e della Zecca, quest'ultima detta il "Bolgano". 
Con il Governo dei Nove, salito al potere nel 1287, vengono acquistate case adiacenti a queste due costruzioni e la costruzione del palazzo ha la spinta definitiva a partire dal 1297. Entro il 1310 tutto il palazzo doveva essere stato terminato perché il Governo dei Nove vi si trasferì in quell'anno. Mentre l'antico palazzo del Bolgano era rivolto verso l'attuale piazza del Mercato, il nuovo palazzo guarda verso Piazza del Campo. 
Entro il 1350 era completata anche la Loggia del secondo piano rivolta verso piazza del Mercato. L'unica incertezza riguarda la tempistica di realizzazione del terzo e ultimo piano del corpo centrale del palazzo (con le bifore a tutto sesto): non si sa se sia coevo alla sua prima costruzione (1297-1310) o sia stato invece costruito nel 1326, come alcuni storici affermano. 
La torre del palazzo (la cosiddetta Torre del Mangia), fu costruita tra il 1325 e il 1348, con il coronamento in travertino realizzato su progetto di Lippo Memmi. 
L'ingrandimento del lato sinistro in direzione sud (dietro al palazzo e al lato di piazza del Mercato), risale al 1327-1330, quando fu realizzato il primo piano con le Carceri a cui seguì il salone del Gran Consiglio ai piani superiori (1330-1342), che nel XVI secolo divenne il Teatro dei Rinnovati.
La marmorea Cappella di Piazza, prospiciente rispetto alla torre e alla facciata del Palazzo, è ancora successiva, essendo fatta costruire nel 1352 per ringraziare la Vergine Maria del termine della peste nera che colpì la città nel 1348.
Una tela di Sano di Pietro della metà del XV secolo, che raffigura la Predicazione di San Bernardino in Piazza del Campo, permette di avere una visione del Palazzo a quel tempo, privo rispetto ad oggi solo dell'ultimo piano delle due ali laterali e del campanile a vela di sinistra. Questi ultimi elementi vennero aggiunti solo nel 1680 da Carlo Fontana, mantenendo comunque lo stile originale e bilanciando la mole dei palazzi circostanti.
Il Palazzo comunale è ancora oggi la sede dell'amministrazione comunale moderna ed ospita gli uffici del sindaco, alcuni uffici comunali e le sale di rappresentanza. Al primo piano si trova il Museo civico. Al secondo piano vi è la sala del Consiglio comunale e la loggia che guarda verso il lato posteriore del palazzo stesso, in direzione sud.

## Architettura

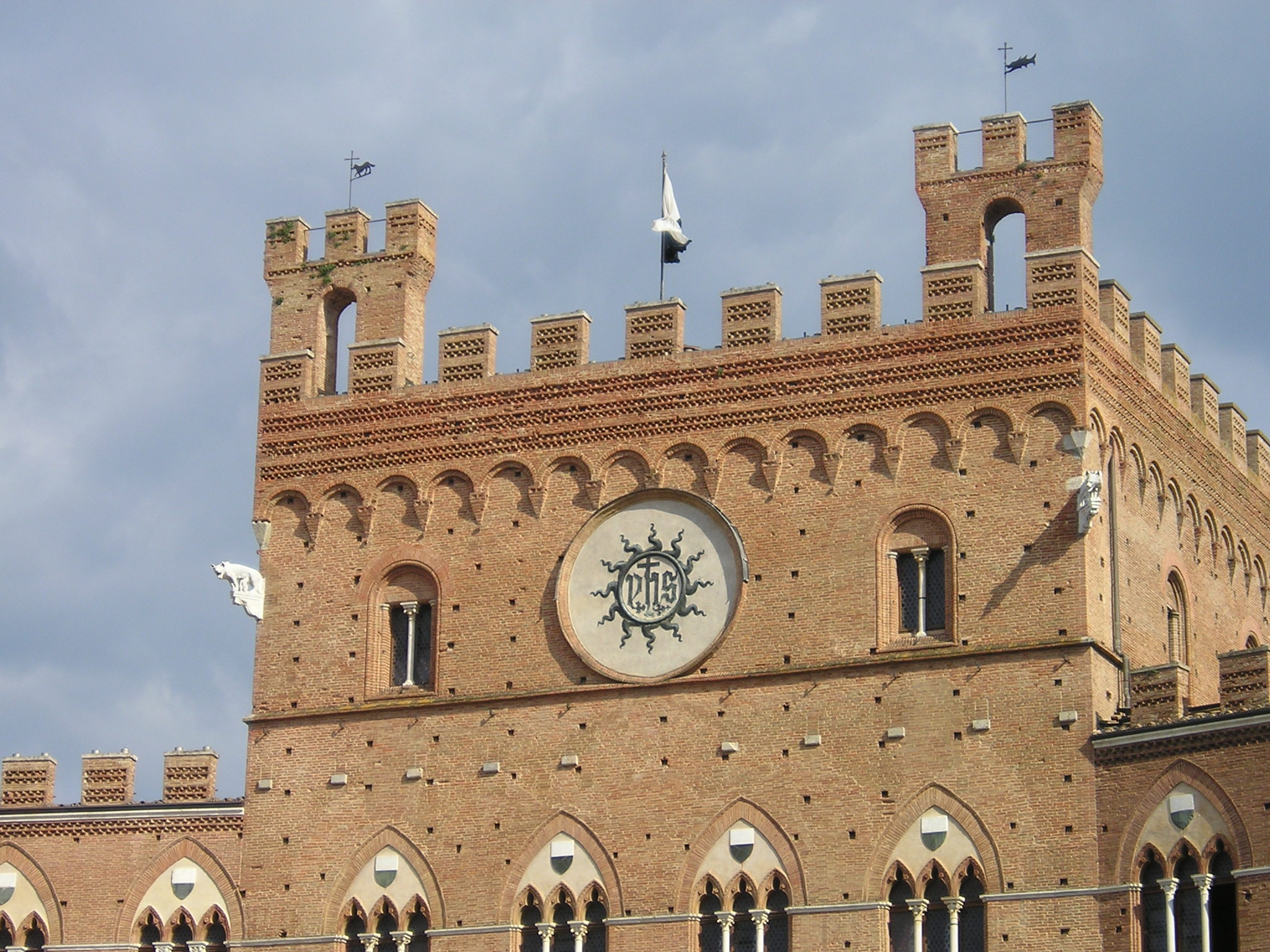
Coronamento del palazzo

La facciata completa  è composta di quattro ordini nel corpo centrale e tre ordini nelle due ali laterali. Nell'ordine inferiore si aprono una serie di arcate, alcune inquadrano i portali e le altre inquadrano grandi finestroni. In corrispondenza all'ingresso della torre troviamo una struttura a edicola. L'ampia facciata del palazzo riflette i vari periodi di costruzione: fino al primo ordine di trifore fu usata la pietra, poi il laterizio. Le finestre, nel tipico stile senese (di derivazione orientale, filtrato dall'esempio pisano), hanno tre archetti gotici affiancati appoggiati su colonnine, mentre al centro di ciascuna ghiera, tra gli archetti(chiamati beccatelli) vi sono delle caditoie, da cui venivano fatte cadere pietre in caso di tumulti.
Il corpo centrale è rialzato di un piano rispetto alle due ali laterali. Sulla sommità, retto da una cornice di archetti pensili a pieno centro, si presenta un coronamento merlato di tipo guelfo, cioè senza l'estremità a coda di rondine. Le due cellette campanarie sommitali sono oggi vuote; quella di sinistra venne aggiunta nel settecento per bilanciare la simmetria.
Al centro della facciata un grande disco presenta il trigramma di Cristo (1425, dipinto da Battista di Niccolò), ideato da san Bernardino da Siena, mentre più sotto è presente lo stemma dei Medici, installato dopo il dominio della signoria fiorentina (dal 1560). Accanto allo stemma, tra le trifore, si trovano altri due stemmi marmorei: uno è quello cittadino, l'altro è il leone del Popolo. I fori che costellano la facciata sono buche pontaie, usate dai costruttori medievali per alloggiare le travi in legno delle impalcature necessarie al cantiere.
All'interno, le stanze furono usate da molteplici magistrature che hanno amministrato la città nei secoli. Oggi ospita il Museo Civico e l'amministrazione comunale senese. Nel corpo di sinistra, accanto alla Torre del Mangia, si trova il Cortile del podestà, decorato da antichi stemmi, che fa anche da ingresso al palazzo e alla scalinata della torre.

### Interno del palazzo

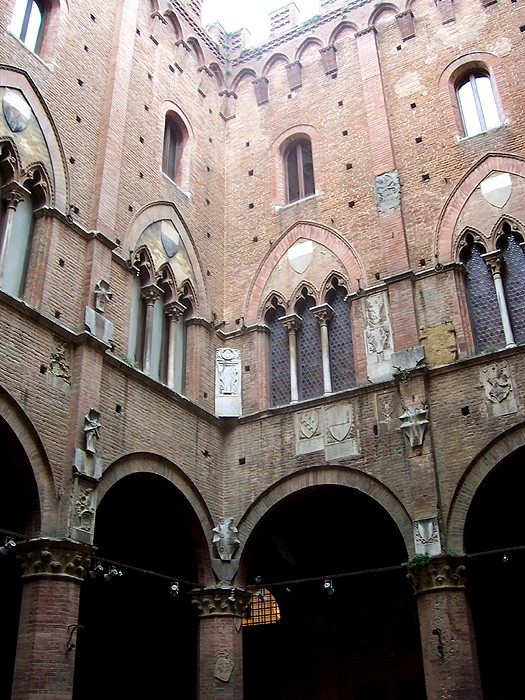
Il Cortile del Podestà

L'interno del palazzo è oggetto di decorazione fin dal Trecento, quando non era ancora stata completata l'architettura, quando il Governo dei Nove si assicurò l'opera dei maggiori artisti del tempo per manifestare il proprio programma politico. Tale insieme di affreschi, opere di pittura e di scultura rappresenta così una delle testimonianze fondamentali dell'arte medievale oltre che un eccezionale documento della società civile del Trecento.
Il portale di destra immette in un atrio in cui si trovano bracciali con campanelle in bronzo, opera di Giacomo Cozzarelli proveniente dal Palazzo del Magnifico. Attraverso un vestibolo si arriva poi alla Sala delle Lupe, divisa in quattro campate, che deve il suo nome alle due Lupe trecentesche sulla parete di sinistra, opere lapidee consunte dal tempo; vi si trovano inoltre doccioni di gronda attribuiti a Giovanni Pisano e la statuetta del Mosé di Antonio Federighi. Nella parete destra della terza campata l'affresco con Santi e beati Pietro Alessandrino, Ambrogio Sansedoni e Andrea Gallerani, di Sano di Pietro (1446). Attorno al vestibolo si aprono alcuni ambienti adibiti oggi a uffici, in cui si trovano varie opere d'arte. Ad esempio nella seconda sala destra si trova una Madonna col Bambino e san Giovannino del Riccio (1537) e affreschi seicenteschi nella volta; la terza era l'antica sede dell'ufficio della Biccherna (ufficio finanziario), decorata dall'affresco con l'Incoronazione della Vergine con i santi senesi Caterina e Bernardino di Sano di Pietro e Domenico di Bartolo (1445), realizzato sopra un'opera analoga di Lippo Vanni (1352 andata distrutta in un incendio), e da affreschi seicenteschi nella volta, oltre a un pancale intarsiato quattrocentesco. La quarta sala, Ufficio del Segretario Generale dell'odierno Comune, mostra un vigoroso affresco della Resurrezione del Sodoma (1535), proveniente dalla Sala delle Lupe. Sul lato opposto spiccano: la prima sala, la Cappella dei Nove, con affreschi dell'ambito di Simone Martini (Cristo benedicente con cherubini nella volta ed Evangelisti ai lati) appesantiti da ridipinture della seconda metà del Trecento, e di Bartolo di Fredi (Beato Andrea Gallerani, Sant'Antonio Abate e un'Annunciazione frammentaria, databili al 1370 circa); la terza sala, quella del Biado, con all'esterno, in alto a sinistra sul pilastri, un'Aquila imperiale del Sodoma e all'interno una grande Madonna della Misericordia con angeli e santi del Vecchietta (1457).
Dall'altro portale, attiguo alla Cappella di Piazza, si accede invece al Cortile del Podestà, completato nel 1325 e ripristinato all'inizio del Novecento; interamente in cotto, è porticato su quattro lati, con grandi trifore a sesto acuto che vi si aprono al primo piano. La scala, che porta al primo piano, è legata a un restauro del 1980. In un angolo si trovano i resti della Statua del Mangia. Da qui si trova l'ingresso per salire alla torre.

## Museo civico
Il Museo civico, allestito negli anni trenta del XX secolo, è collocato al primo piano del palazzo e conserva numerosi capolavori dell'arte senese.

### Quadreria
Le prime quattro sale (dette della Quadreria) espongono opere dei secoli XVI-XVIII, riordinate nel 1985. Sono opere soprattutto senesi, provenienti dalla collezione Spannocchi, tra le quali spicca la sinopia della Madonna col Bambino e santi del Sodoma, proveniente dalla Cappella di Piazza (1537-1539).

### Sala del Risorgimento

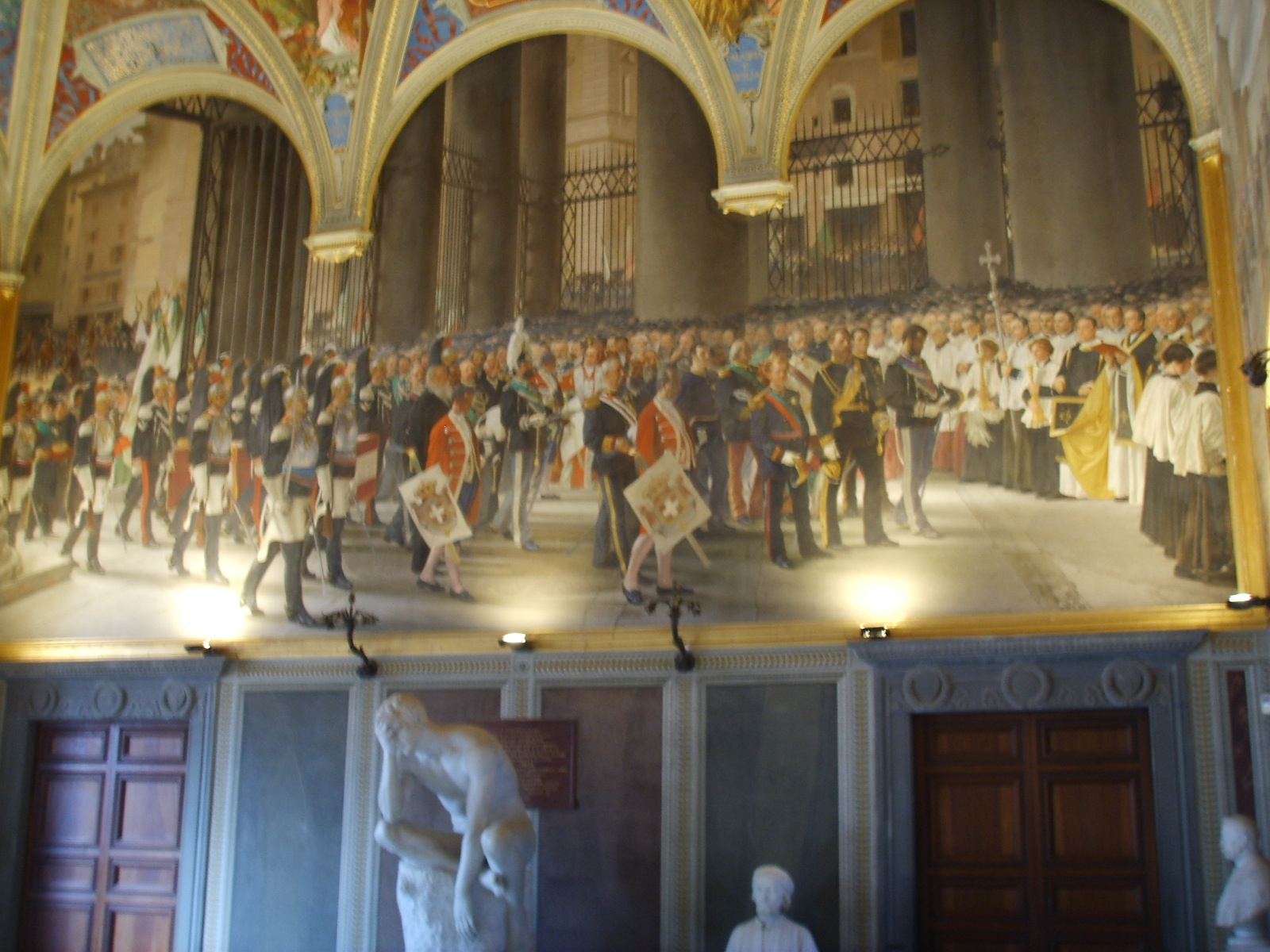
La Sala del Risorgimento

La Sala del Risorgimento che espone affreschi e sculture del XIX secolo. Alle pitture a soggetto storico risorgimentale lavorarono esclusivamente artisti toscani, per lo più senesi: Pietro Aldi, Giorgio Bandini, Amos Cassioli, Alessandro Franchi, Cesare Maccari, Gaetano Marinelli e altri. Tra le sculture spiccano lavori di Enea Becheroni, Giovanni Duprè, Emilio Gallori, Arnoldo Prunai, Tito Sarrocchi e altri.
Da qui si accede alla porzione più antica e prestigiosa del palazzo.

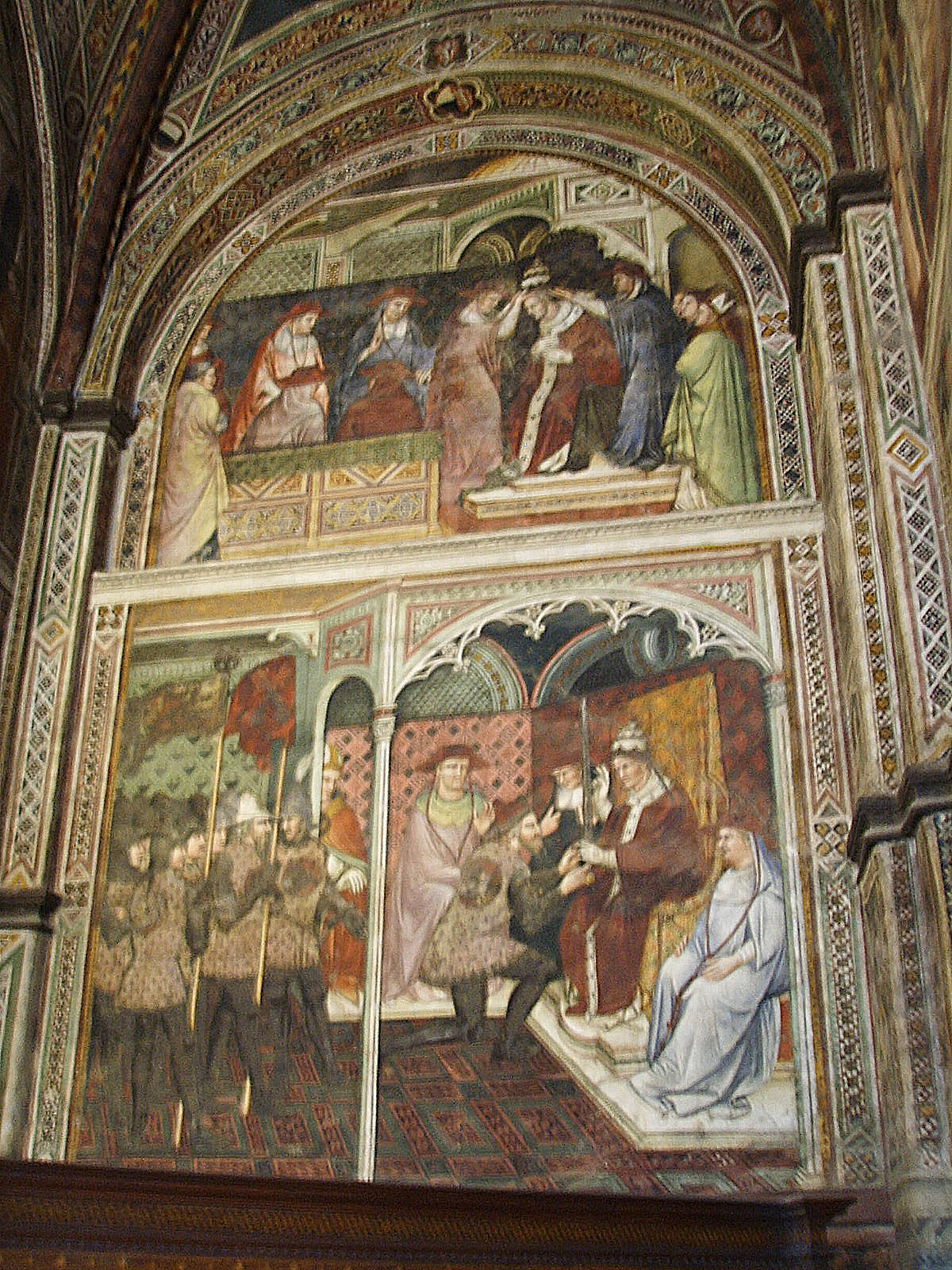
Spinello Aretino, Storie della vita di Alessandro III

### Sala di Balia
La prima di queste sale, detta Sala dei Priori o Sala della Balìa, è divisa in due sezioni da un arco e completamente ricoperta da affreschi. Vi si vedono Sedici Virtù nelle volte, di Martino di Bartolomeo (1408), mentre alle pareti spicca il ciclo sulla Vita di papa Alessandro III, papa senese, dipinti da Spinello Aretino e dal figlio Parri Spinelli (1407).
La porta lignea intarsiata è opera di Domenico di Niccolò, mentre il banco ligneo con intagli e intarsi è di Barna di Turino (1410). Dalla porta opposta all'ingresso si accede a una scalinata che porta ai piani superiori.

### Sala dei Cardinali

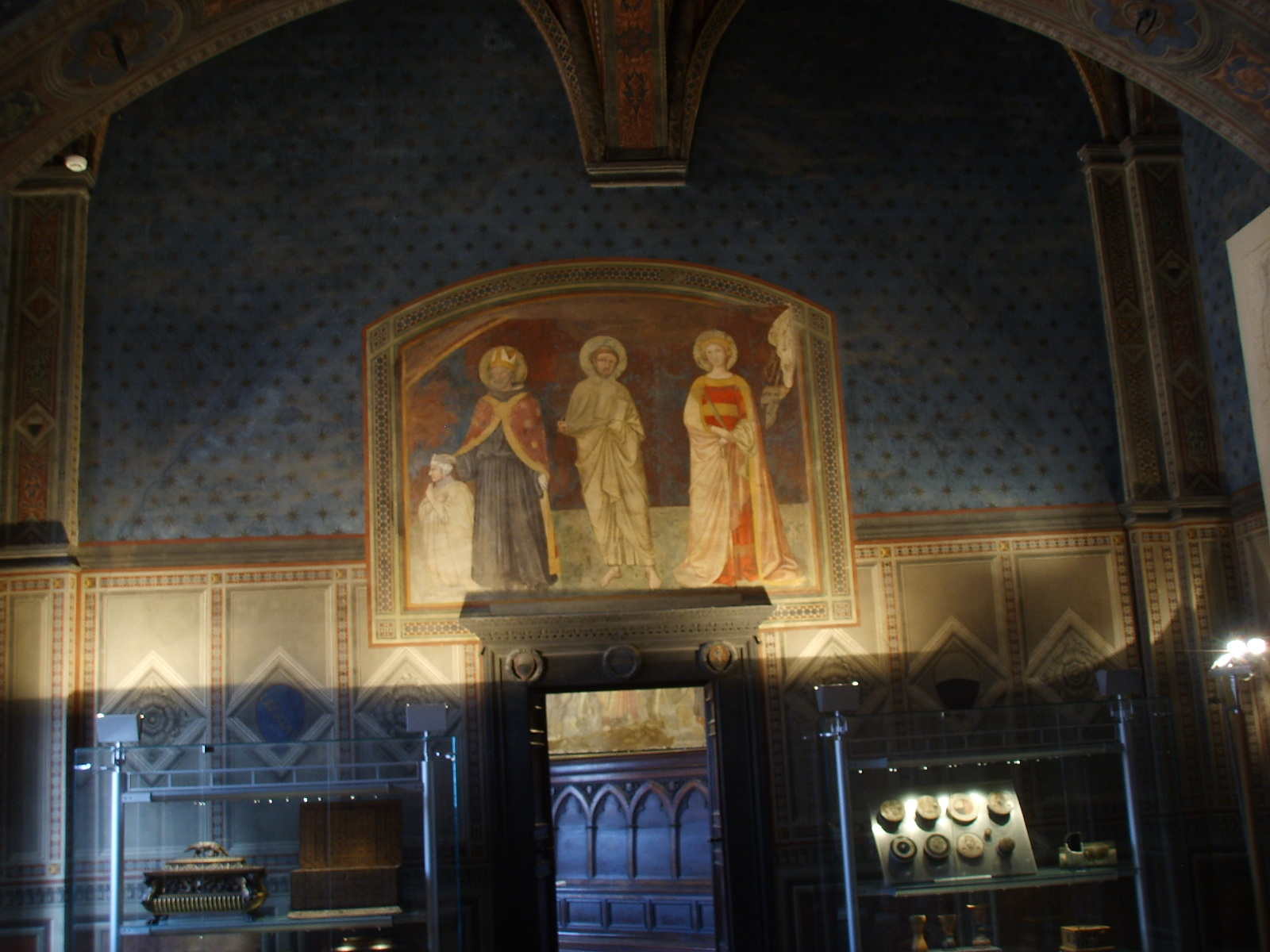
Sala dei Cardinali

La Sala dei Cardinali, o Anticamera del Concistoro, ha le pareti decorate da vari affreschi tre-quattrocenteschi staccati, che provengono da pareti esterne o da altri locali del palazzo. Tra questi spicca, sopra la porta di ingresso, i Santi Caterina d'Alessandria, Giovanni Evangelista e Agostino con un devoto attribuiti ad Ambrogio Lorenzetti e già sul portale d'ingresso alla Sala di Balìa. Sopra le altre due porte si trovano la Madonna col Bambino, Santa Caterina d'Alessandria e un altro santo con donatore e la sua sinopia, di anonimo pittore di fine Trecento.
Nella sala troviamo anche un San Paolo di Martino di Bartolomeo (ca. 1370), unico affresco originale della sala, e, sopra un pilastro, una Madonna col Bambino attribuito a Matteo di Giovanni (ca. 1470).
Una vetrina al centro raccoglie alcuni cimeli dell'antica attività del Comune, tra cui cofanetti intagliati e intarsiati, bossoli per votazioni e la picca del Capitano del Popolo.

### Sala del Concistoro

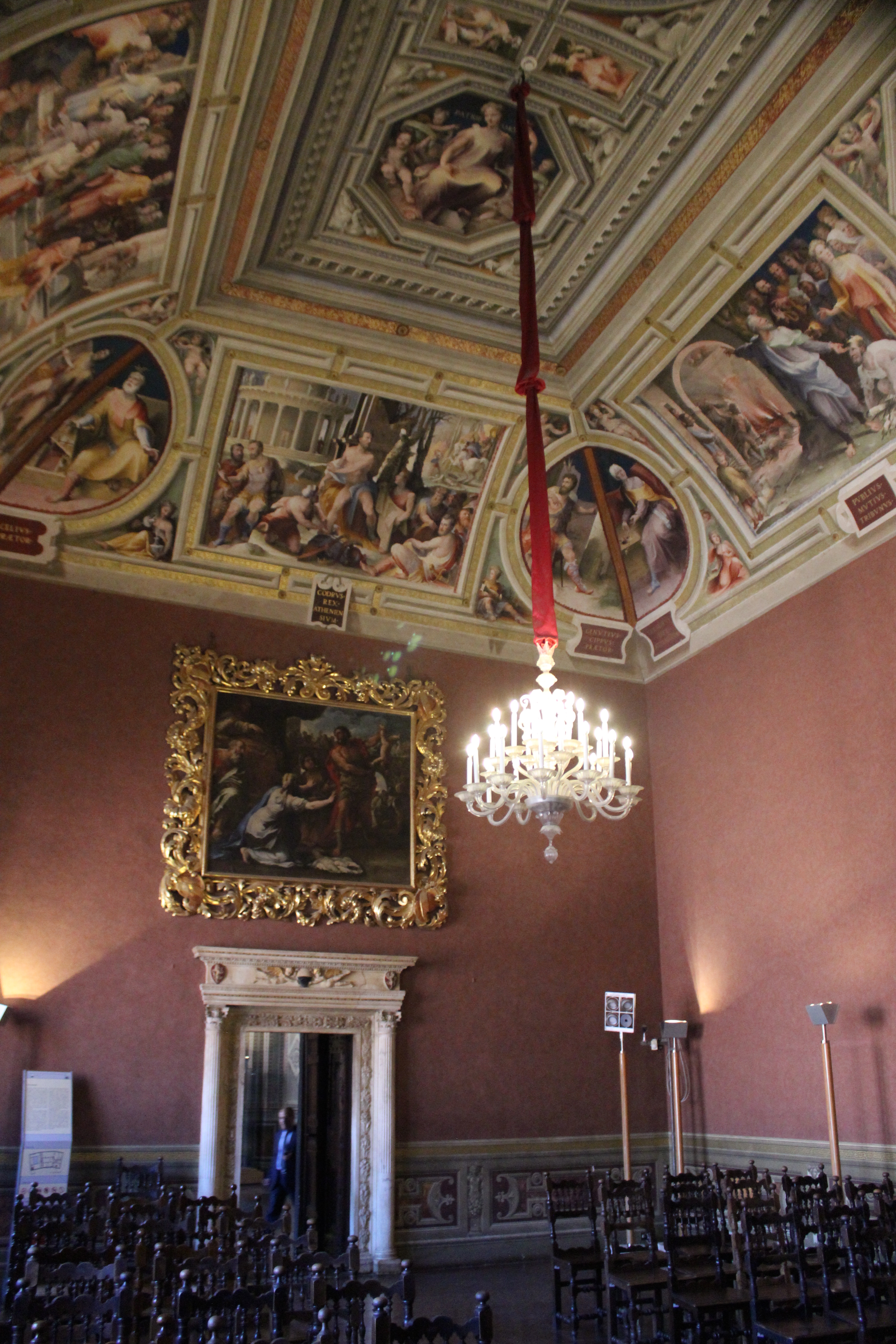
Sala del Concistoro

Attraverso un pregiato portale marmoreo di Bernardo Rossellino (1446) si passa alla Sala del Concistoro. Divenne la sala delle adunanze del Concistoro del Comune di Siena, da cui assunse anche il nome, a partire dalla seconda metà del XVII secolo.
Sulle volte, si trovano affreschi allegorici di Domenico Beccafumi dedicati alle Virtù pubbliche e alla loro pratica nell'antichità (eseguiti con interruzioni dal 1529 al 1535). Le vicende degli uomini virtuosi dell'antichità greca e romana, tratte per lo più da Valerio Massimo, si ricollegano tutte a tre valori fondamentali rappresentati al centro della volta: l'Amor patrio, la Giustizia e la "Mutua Benevolenza" (o Concordia).
Le imposte lignee del portale, intarsiate, sono opera quattrocentesca attribuita a Domenico di Niccolò. Sopra la porta il Giudizio di Salomone è una tela seicentesca attribuita a Luca Giordano, inserita in una cornice monumentale.

### Vestibolo
Dalla sala dei Cardinali si accede anche al Vestibolo e alla cosiddetta Anticappella, a loro volta comunicanti tra loro. Nel primo troviamo un affresco staccato dalla Loggia dei Nove, raffigurante la Madonna col Bambino di Ambrogio Lorenzetti (circa 1340) e la Lupa allattante due gemelli, scultura dorata di Giovanni di Turino (1429-1430) proveniente dalla colonna all'ingresso del palazzo e recante sulla base gli stemmi della città, dei terzi e delle Compagnie militari dell'epoca.

### Anticappella e cappella di Palazzo

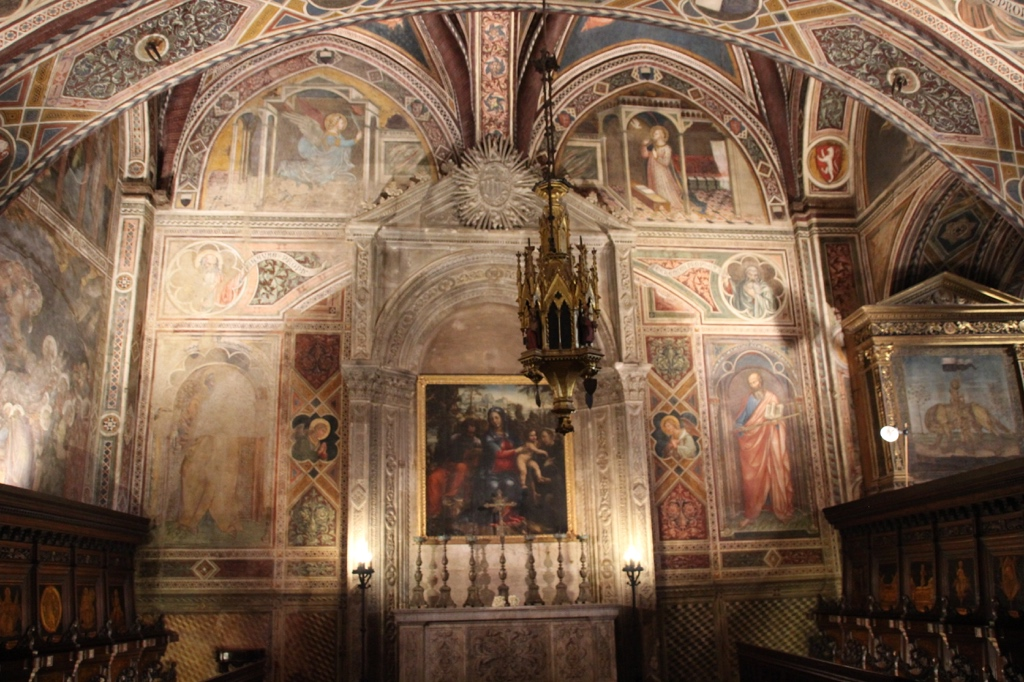
Cappella di Palazzo

L'Anticappella è affrescata da Taddeo di Bartolo (1415 circa), su temi mitologici e di storia romana; in una vetrina sono esposte oreficerie come la Rosa d'oro di Pio II, capolavoro di oreficeria eseguito da Simone da Firenze (1462), una pace databile al 1390 circa, dorata e smaltata e l'elmo del Capitano del Popolo, importante opera d'arte quattrocentesca. Da questo ambiente si accedere direttamente alla cappella.

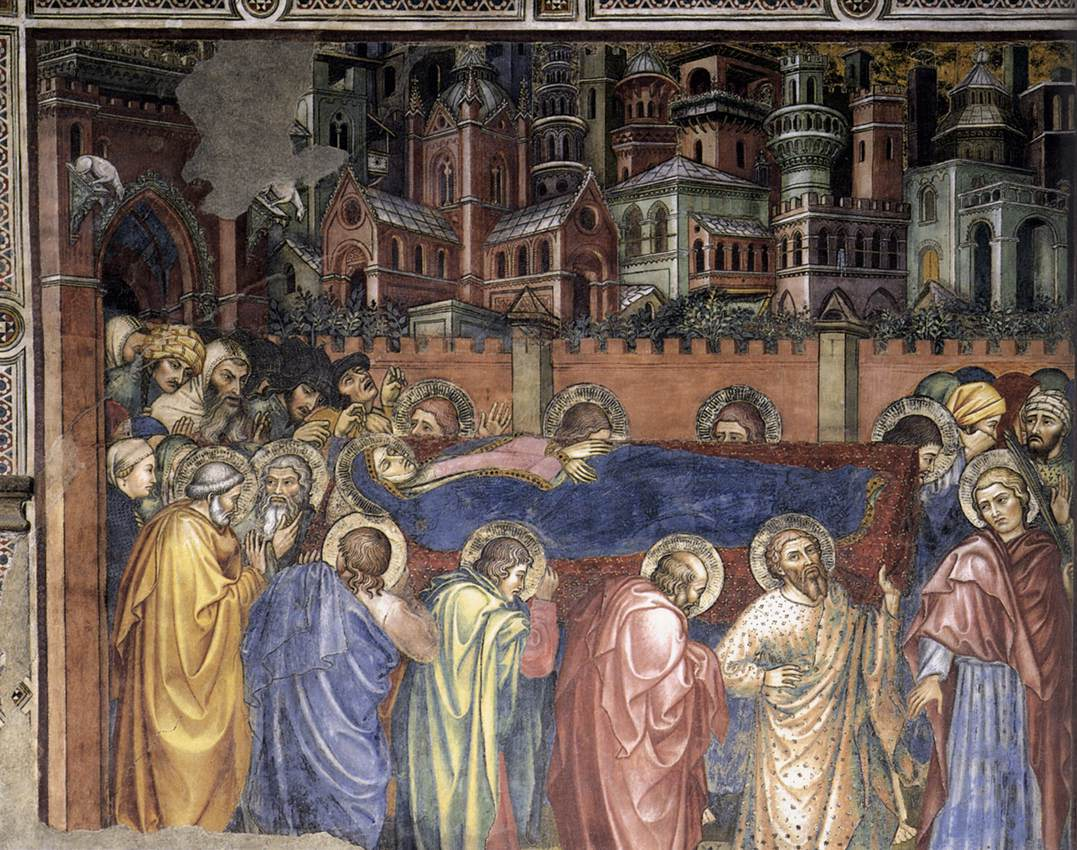
Cappella di Palazzo, affreschi di Taddeo di Bartolo (Morte della Vergine)

Questo ambiente è decorato pure da affreschi di Taddeo, raffiguranti scene della Vita della Vergine, Santi, Evangelisti, Profeti e Virtù (dal 1407). La cancellata in ferro battuto e stagnato è un'opera del 1437 dei senesi Giacomo di Giovanni e suo figlio Giovanni. Il ricco lampadario ligneo, intagliato e dorato, è invece del 1435. L'altare venne disegnato dal Marrina, e conserva la tavola della Sacra Famiglia con san Leonardo del Sodoma (1530), qui trasferita dal Duomo nel XVII secolo. Il finissimo coro ligneo, intagliato e intarsiato, venne eseguito da Domenico di Niccolò (1415-1428) e conta ventuno stalli che corrono lungo le pareti. Per quest'opera l'artista venne soprannominato "dei Cori".
Nei pressi dell'altare, si trova l'organo a canne, opera di Giovanni di Antonio detto il Piffaro. Costruito tra il 1519 e il 1525, ha una cassa riccamente intagliata, con decorazioni di Giovanni di Pietro e Ghino d'Antonio. Lo strumento, a trasmissione integralmente meccanica originale, ha un'unica tastiera di 44 note (Do2-La5 senza Do#2) ed una pedaliera a leggio di 12 note costantemente unita al manuale. L'organo è stato restaurato nel 1983 da Pier Paolo Donati. Di seguito, la sua disposizione fonica:

### Sala del Mappamondo

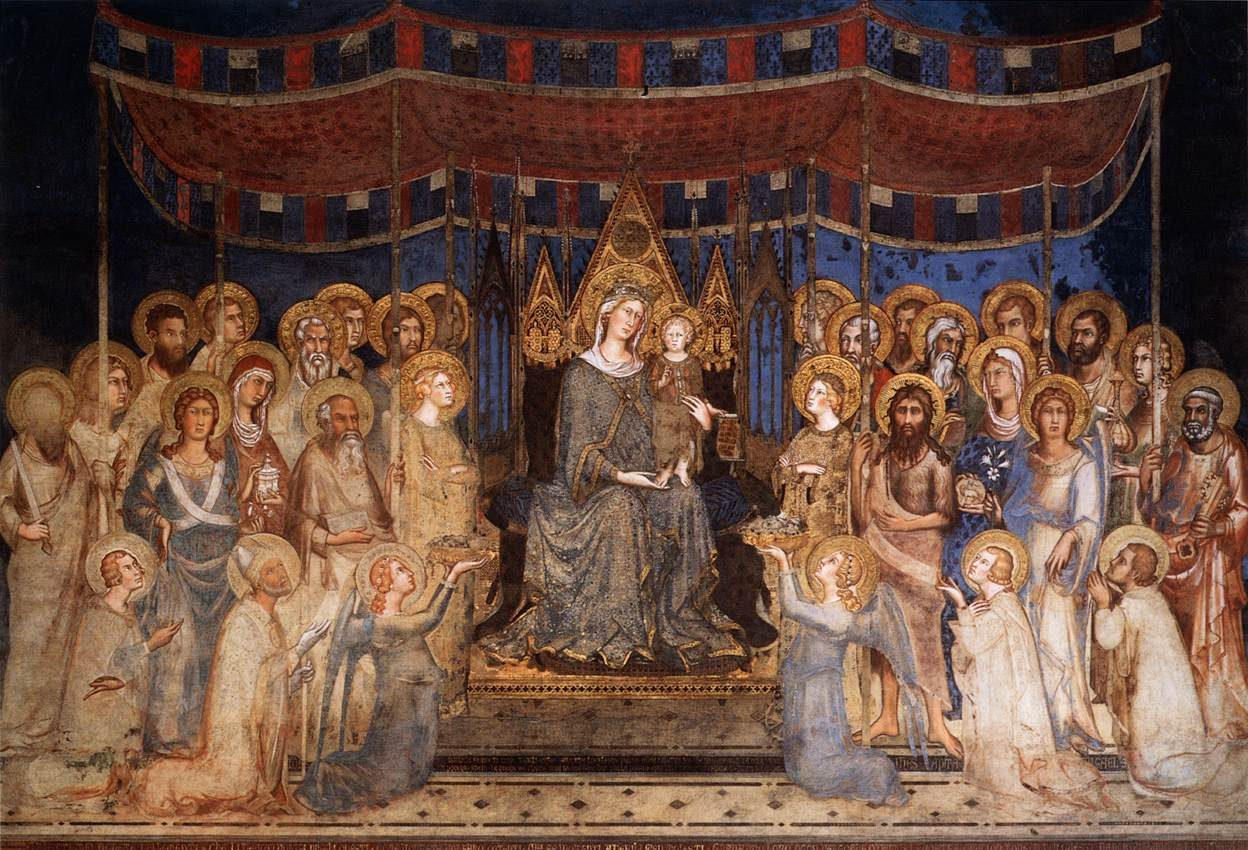
La Maestà di Simone Martini (1312-1315) nella Sala del Mappamondo

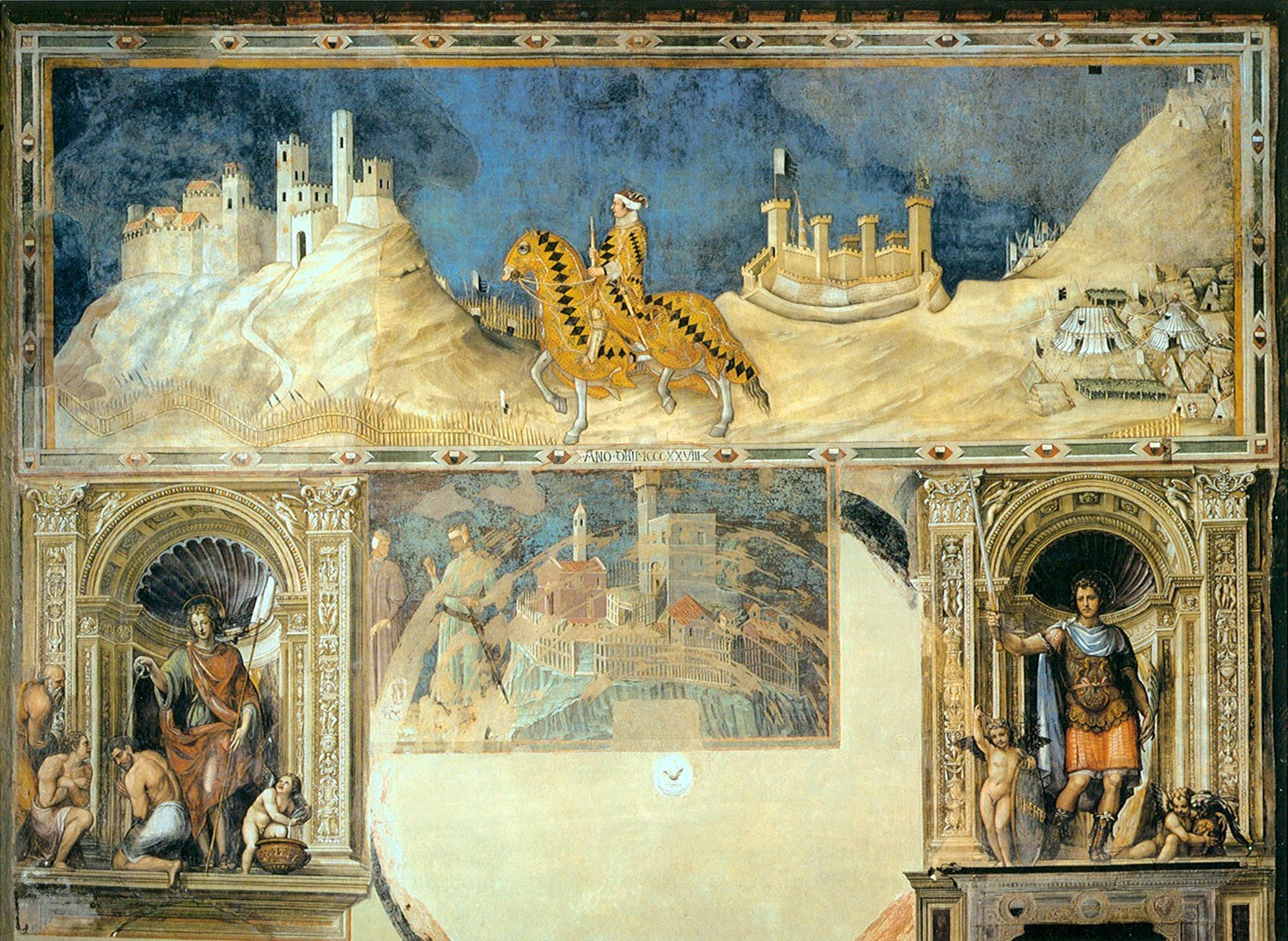
Guidoriccio da Fogliano all'assedio di Montemassi (in alto), sotto un frammento attribuito a Duccio di Buoninsegna (1314) e due santi del Sodoma (1530)

La sala più grande e più famosa è la Sala del Mappamondo, detta anche Sala del Consiglio, che conserva due grandi affreschi: la Maestà di Simone Martini (1312-1315) e Guidoriccio da Fogliano all'assedio di Montemassi, anch'esso di Simone Martini (1330). Sotto il Guidoriccio si trova l'affresco della Presa di un castello (forse di Giuncarico), opera attribuita non concordemente a Duccio di Buoninsegna, datata 1314, che ne fa la più antica decorazione sicura del palazzo.
Sotto venne applicato successivamente da Ambrogio Lorenzetti il mappamondo girevole che diede nome alla sala, ormai perduto, anche se il perno e le impronte del suo movimento rotatorio sono ancora visibili sulla parete.
Sulla parete delle arcate, in alto, si vedono due grandi affreschi a monocromo sulle glorie militari di Siena: a sinistra la Vittoria dei senesi nella battaglia di Val di Chiana, di Lippo di Vanni (1363) e a destra la Vittoria dei senesi sui fiorentini al Poggio Imperiale di Poggibonsi (avvenuta nei pressi di Poggibonsi l'8 settembre 1479) di Giovanni di Cristofano e Francesco d'Andrea (1480). Completano la decorazione della sala una galleria dei più venerati santi senesi sui pilastri, da destra: i Beati Andrea Gallerani e Ambrogio Sansedoni, di autore cinquecentesco, Santa Caterina da Siena del Vecchietta (1460), San Bernardino di Sano di Pietro (1450), il Beato Bernardo Tolomei, fondatore degli Olivetani, del Sodoma (1533), Sant'Ansano e San Vittore del Sodoma (1530 circa).

### Sala dei Nove (o Sala della Pace)

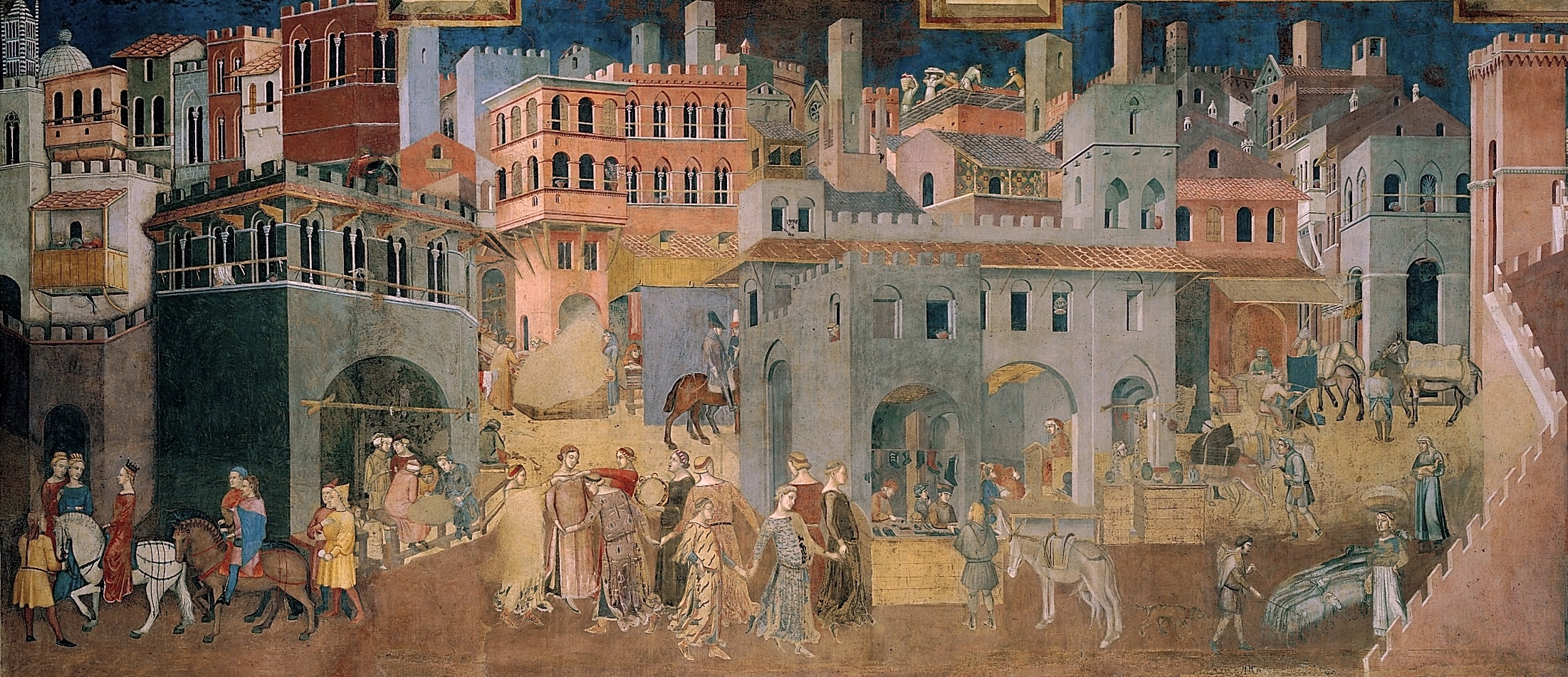
Effetti del Buon Governo

Adiacente si trova l'altrettanto celebre e famosa Sala dei Nove (o Sala della Pace), dove Ambrogio Lorenzetti affrescò le celeberrime scene degli Effetti del Buono e del Cattivo Governo (1338-1339): sebbene in parte danneggiati (soprattutto nella parete del Cattivo governo), rappresentano uno straordinario esempio di allegoria politica, il più vasto ciclo profano del medioevo, con un'estesa raffigurazione del paesaggio. La grande composizione, di gusto allegorico-letterario, mostra le personificazioni di vari concetti astratti (coi nomi scritti in calce) e due paesaggi che rivelano gli effetti su una città e sulle campagne dei buoni e cattivi governatori.

### Sala dei Pilastri
Si accede infine alla Sala dei Pilastri che espone opere trecentesche e quattrocentesche per lo più di artisti minori: la Croce dipinta di Massarello di Gilio (1306), i Santi Stefano, Maria Maddalena e Antonio Abate di Martino di Bartolomeo (1306), la Predica e miracolo di san Bernardino, frammento di predella di Neroccio di Bartolomeo (1465 circa) e il rarissimo frammento di vetrata con un San Michele Arcangelo attribuito ad Ambrogio Lorenzetti.

### La Loggia

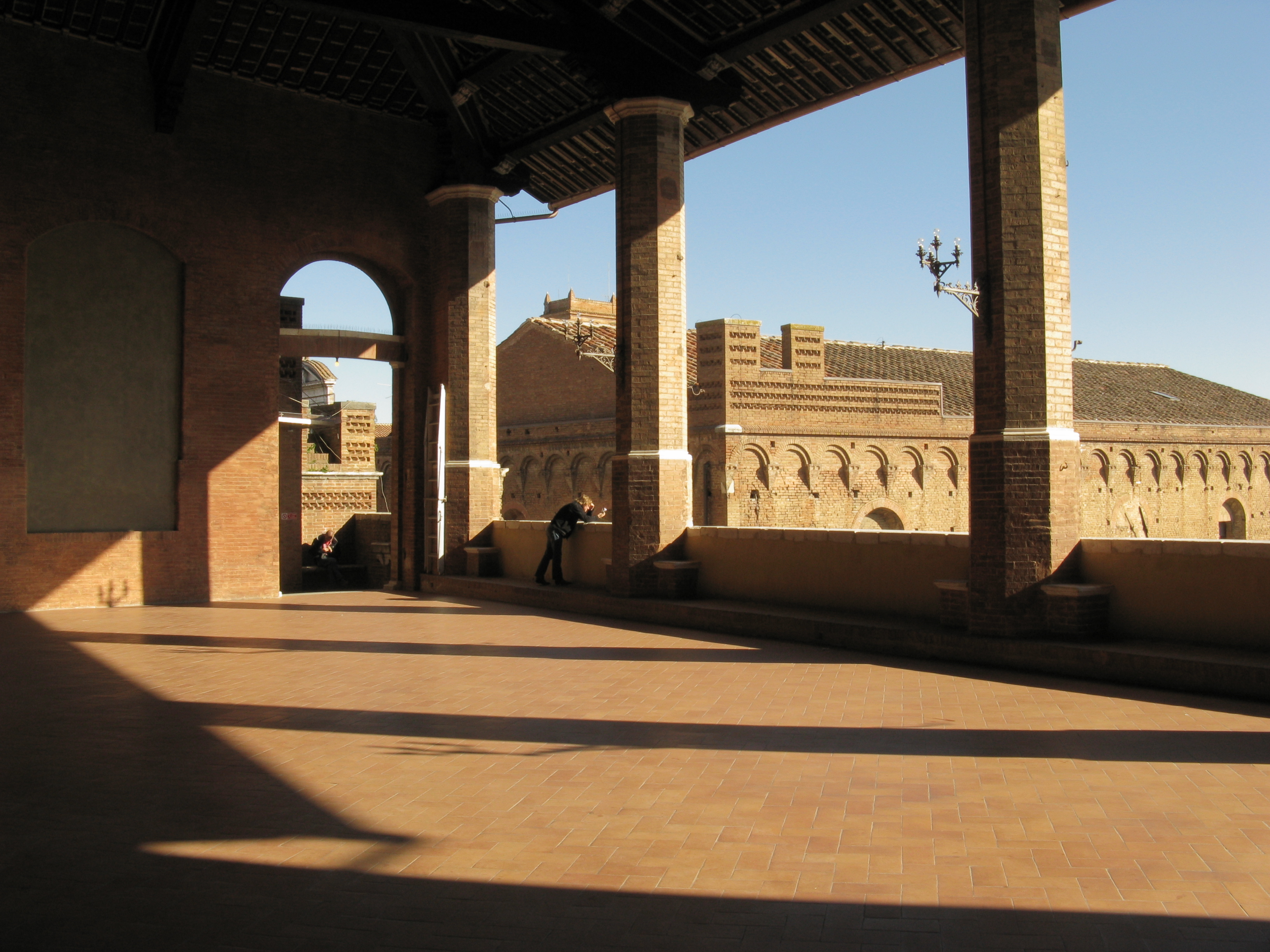
La Loggia

Da una scala decorata dall'affresco di una Madonna di Neroccio di Bartolomeo Landi del 1481, si arriva a tre sale del secondo piano, dove un tempo erano esposti gli originali della Fonte Gaia di Jacopo della Quercia, oggi nel complesso museale di Santa Maria della Scala. Da qui si sale alla Loggia, retta da quattro pilastri, che ha una straordinaria vista sulla piazza del Mercato e sulla metà sud della città.

### Altre sale al secondo piano
La Sala del Capitano del Popolo è oggi sede di riunione del Consiglio comunale, decorata da due tele di Amos Cassioli (Giuramento di Pontida e Provenzano Salvani nel campo di Siena) e da lunette tardo-cinquecentesche con Storie senesi.
Altre sale mostrano la raccolta di stampe (opere di Jacques Callot e Stefano Della Bella), dipinti del Sei e Settecento, una galleria di ritratti di Senesi illustri, carte geografiche, documenti su Siena e il Palio, e infine una piccola raccolta di modelli in legno e gesso. Tra le decorazioni spiccano il Crocifisso ad affresco di Pietro di Giovanni d'Ambrogio (1446, nella prima sala) e un soffitto del 1680 (seconda sala).

### Terzo piano
L'ultimo piano, situato nel corpo centrale sopra le sale del Consiglio e delle Stampe, è detto la "Marcolina".

### Teatro dei Rinnovati
Il Teatro Comunale dei Rinnovati era l'antica sala del Gran Consiglio della Repubblica, manomessa e adattata per la sua funzione attuale nel 1560, dopo la conquista fiorentina. Dopo ben due incendi il teatro fu ricomposto da Antonio Bibbiena nel 1753. In seguito subì altri rimaneggiamenti e venne restaurato nel 1951.
La sala ha quattro ordini di palchi e un elegante boccascena.

## Note

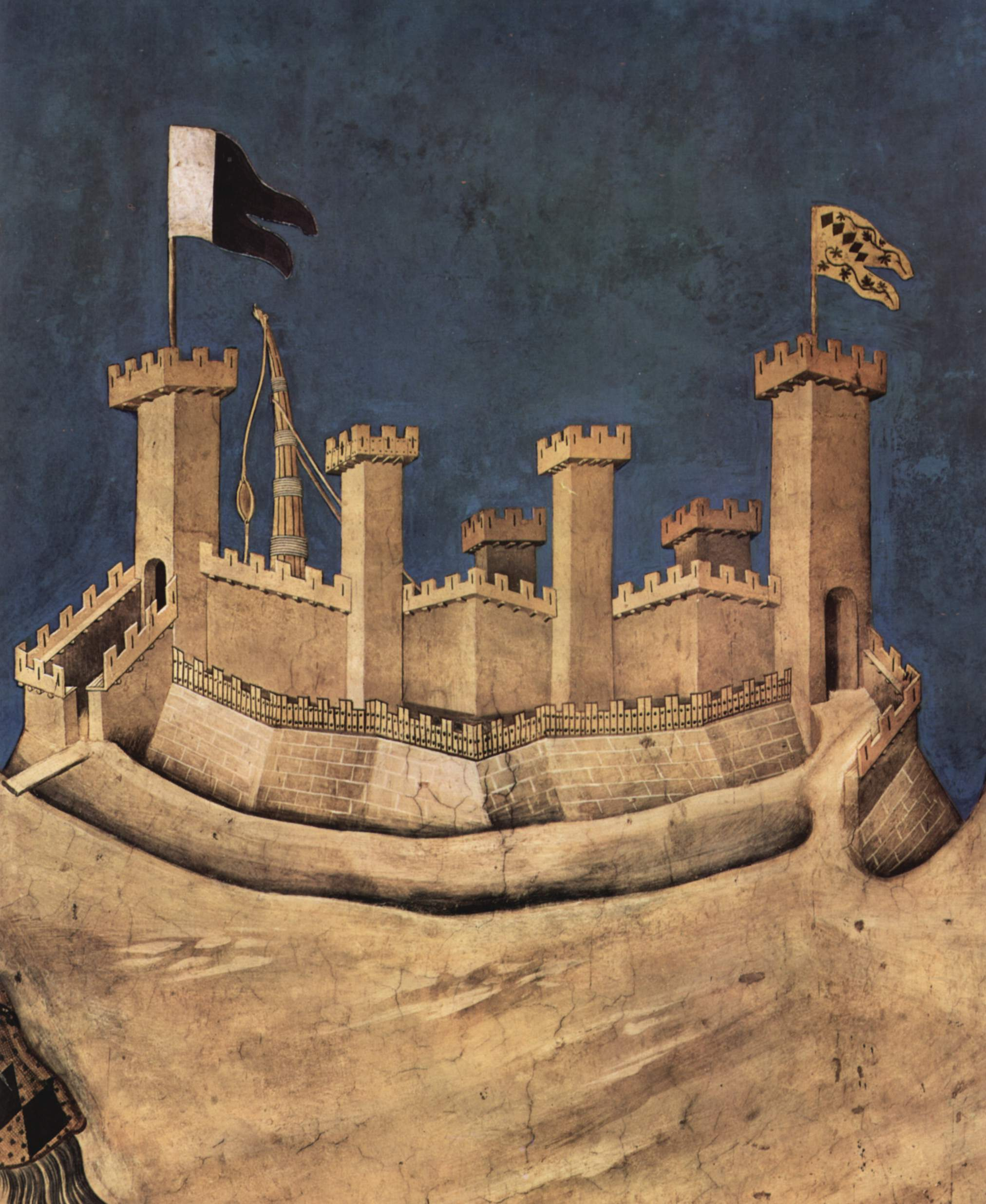
Guidoriccio da Fogliano, dettaglio